# Ecuador en los Juegos Paralímpicos de Atlanta 1996
Ecuador estuvo representado en los Juegos Paralímpicos de Atlanta 1996 por dos deportistas masculinos. El equipo paralímpico ecuatoriano no obtuvo ninguna medalla en estos Juegos.